# Songying (köpinghuvudort i Kina, Hebei Sheng, lat 38,03, long 114,63)
Songying är en köpinghuvudort i Kina. Den ligger i provinsen Hebei, i den norra delen av landet, omkring 260 kilometer sydväst om huvudstaden Peking. Antalet invånare är 56 406. Befolkningen består av 28 928 kvinnor och 27 478 män. Barn under 15 år utgör 15,0 %, vuxna 15-64 år 78 %, och äldre över 65 år 6,0 %.
Runt Songying är det tätbefolkat, med 849 invånare per kvadratkilometer. Närmaste större samhälle är Shijiazhuang, 13,0 km väster om Songying. Trakten runt Songying består till största delen av jordbruksmark.
Genomsnittlig årsnederbörd är 656 millimeter. Den regnigaste månaden är juli, med i genomsnitt 218 mm nederbörd, och den torraste är januari, med 4 mm nederbörd.